# Fissarcturus rugosus
Fissarcturus rugosus är en kräftdjursart som först beskrevs av Nordenstam 1933.  Fissarcturus rugosus ingår i släktet Fissarcturus och familjen Antarcturidae. Inga underarter finns listade i Catalogue of Life.